# Maurice J. Tobin
Pour les articles homonymes, voir Tobin.
Maurice Joseph Tobin, né le 22 mai 1901 à Boston (Massachusetts) et mort le 19 juillet 1953 à Scituate (Massachusetts), est un homme politique américain.  Membre du Parti démocrate, il est maire de Boston entre 1938 et 1945, gouverneur du Massachusetts entre 1945 et 1947 puis secrétaire au Travail entre 1948 et 1953 dans l'administration du président Harry S. Truman.